# Lubuško vojvodstvo
Lubuško vojvodstvo (tudi Lubuška provinca; poljsko województwo lubuskie) je vojvodstvo (provinca), ki se nahaja na zahodu Poljske.  Meji na Nemčijo. Ustanovljeno je bilo 1. januarja 1999.

## Mesta
Vojvodstvo zajema 42 mest ):
| Gorzów Wielkopolski (125.204) Zielona Góra (118.201) Nowa Sól (40.351) Żary (38.967) Żagań (26.580) Świebodzin (21.679) Międzyrzecz (18.722) Sulechów (17.862) Kostrzyn nad Odrą (17.725) Słubice (17.199) Gubin (16.974) Lubsko (14.767) Wschowa (14.573) Szprotawa (12.613) | Krosno Odrzańskie (12.100) Drezdenko (10.332) Strzelce Krajeńskie (10.143) Skwierzyna (10.010) Sulęcin (9.972) Kożuchów (9.592) Witnica (6.849) Rzepin (6.499) Zbąszynek (5.087) Nowogród Bobrzański (5.036) Jasień (4.526) Bytom Odrzański (4.365) Babimost (4.150) Czerwieńsk (4.138) | Iłowa (3.975) Sława (3.893) Ośno Lubuskie (3.769) Kargowa (3.641) Małomice (3.623) Gozdnica (3.454) Dobiegniew (3.187) Nowe Miasteczko (2.828) Cybinka (2.668) Łęknica (2.641) Torzym (2.456) Trzciel (2.363) Lubniewice (1.929) Szlichtyngowa (1.348) |